# ニコラス・フェルナンデス・メルカウ
ニコラス・エセキエル・フェルナンデス・メルカウ (Nicolás Ezequiel Fernández Mercau, 2000年1月11日 - )は、アルゼンチン・ブエノスアイレス出身のプロサッカー選手。プリメーラ・ディビシオン・エルチェCF所属。ポジションはDF。

## クラブ経歴
2019年にCAサン・ロレンソ・デ・アルマグロのトップチームに昇格。2021年シーズンに先発に定着し、リーグ戦19試合2ゴールを記録。翌2022年シーズンはシーズン途中まで26試合に全試合先発出場するなど、チームの中心選手に成長。
2022年９月1日、エルチェCFと5年契約を結んだ。